# Adenia cardiophylla
Adenia cardiophylla är en passionsblomsväxtart som först beskrevs av Maxwell Tylden Masters, och fick sitt nu gällande namn av Adolf Engler. Adenia cardiophylla ingår i släktet Adenia och familjen passionsblomsväxter. Inga underarter finns listade i Catalogue of Life.